# Magasiskola
Magasiskola é um filme de drama húngaro de 1970 dirigido e escrito por István Gaál. Estrelado por Ivan Andopov, venceu o Prêmio do Júri do Festival de Cannes.

## Elenco
- Ivan Andonov - Fiú
- György Bánffy - Lilik
- Gyula Bay
- Gyula Gulyás
- Gábor Harsányi
- Pál Hriazik
- Péter Kertész
- Judit Meszléry - Teréz
- Gábor Nadai